# Das Unheil

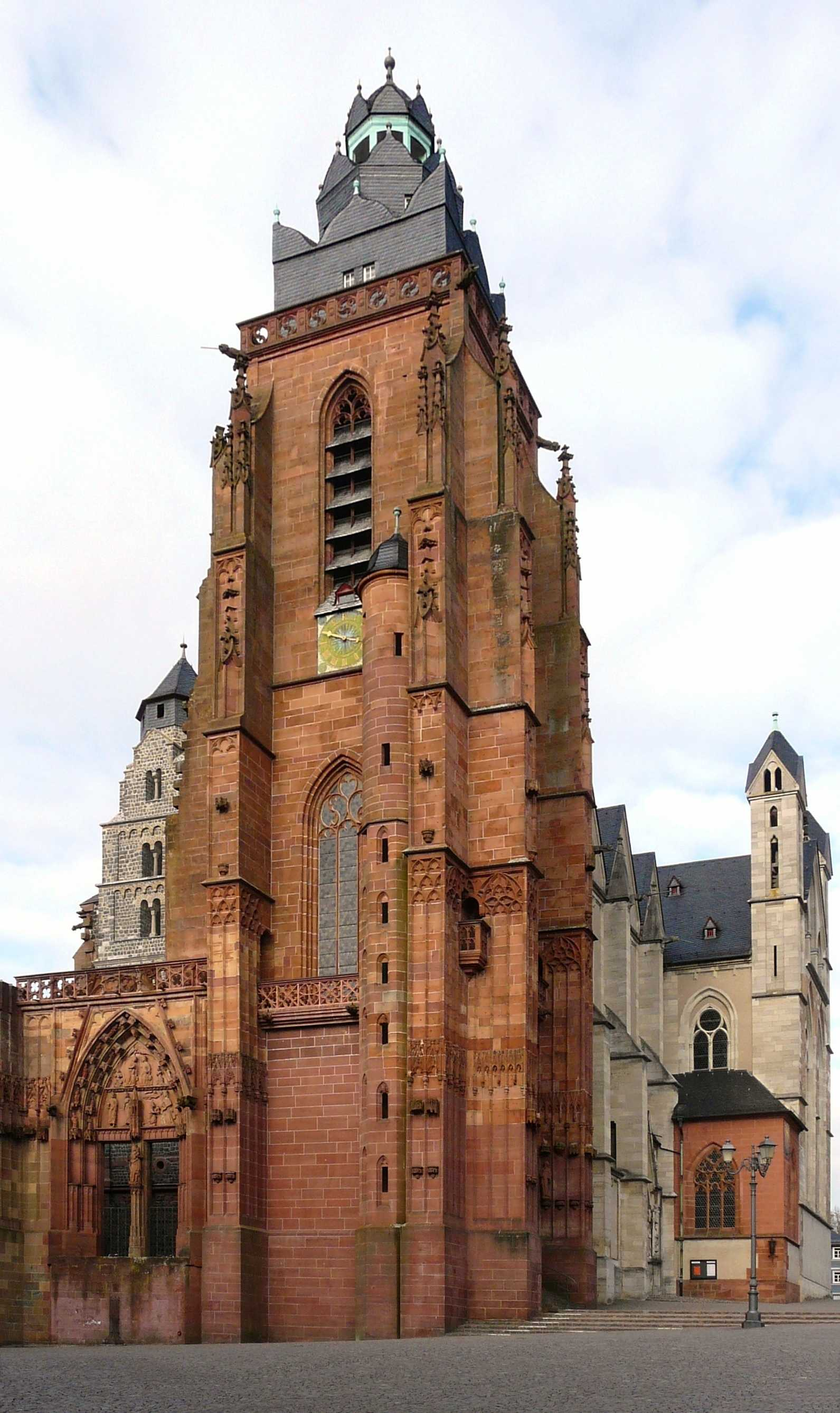
Der Wetzlarer Dom diente als Kulisse für den 1970/71 entstandenen Film

Das Unheil ist ein gesellschaftskritisches Filmdrama von Regisseur Peter Fleischmann gedreht in den Jahren 1970/71 im mittelhessischen Wetzlar. Die Deutschland-Premiere war am 23. März 1972 in einem Münchener Kino. Der Film ist eine deutsch-französische Gemeinschaftsproduktion von Hallelujah-Film GmbH, München, Artemis Filmgesellschaft mbH, Berlin und Productions Artistes Associés, Paris.
Mit Dialogen von Martin Walser nahm der Film ein Vierteljahrhundert nach dem Ende von Krieg und NS-Herrschaft das deutsche Kleinbürgertum unter die Lupe und prophezeite in düsteren Bildern, dass diese Gesellschaft dabei ist, sich selbst zu zerstören. Rauchende Industrieanlagen vergiften Wasser und Atemluft, Menschen erkranken, Tiere sterben und über allem schweben drohend Hubschrauber.

## Handlung
Eine bundesdeutsche Kleinstadt zu Beginn der 1970er Jahre: Hille Vavra steht kurz vor dem Abitur, hat aber große Mühe, sich dafür zu motivieren. Sein Vater Leonard Vavra ist evangelischer Pfarrer dieser Stadt und bereitet gerade ein Jubiläumsfest der schlesischen Heimatvertriebenen vor, mit dem die Rettung der Kirchenglocken vor dem Nationalsozialismus gefeiert werden soll. Laut Aussagen der Schlesier hat Pfarrer Vavra die Glocken eigenhändig vor Hitler gerettet.
Mit im Pfarrhaus wohnen noch Mutter Vavra und Hilles Schwester Diemuth Vavra. Hille hat ein Verhältnis mit der attraktiven Frau eines Industriellen und verführt außerdem eine Mitschülerin. Seine Schwester kehrte desillusioniert und mit Liebeskummer aus Italien zurück. In einer Rückblende wird gezeigt, wie sie vom Fotografen der Stadt Aktfotos von sich erstellen ließ, die eines Tages für alle sichtbar in der Badewanne landen, was Schläge vonseiten des Vaters zur Folge hat.
Während die Schlesier für das bevorstehende Glockenfest immer wieder üben, braut sich um das Pfarrhaus und den Dom herum allerlei Unheil zusammen. Ein naher Industriekomplex stößt Rauchschwaden aus und vergiftet das Wasser. Ältere Menschen beginnen zu husten, in einer Zoohandlung in der Nähe der Schlote sterben fast alle Tiere. Das Wasser aus der Leitung ist bald ungenießbar. Es kommt zu Protesten und Demonstrationen. Der Direktor des Industrieunternehmens will davon nichts wissen und unterstützt unbeirrt die Festlichkeiten.
Hille versteckt einen Fahnenflüchtigen auf dem Domturm und bekommt deswegen Ärger mit der Polizei. Bald wird ein Student, der die Umweltverschmutzung besonders laut angeprangert hat, tot in einem Fluss gefunden. Die Bewohner der Kleinstadt beginnen nun auch die Zustände zu beklagen. Beim Glockenfest kommt es dann zwar zu Zusammenstößen, hinterher beruhigt man sich aber wieder.

## Produktionshintergrund
- Der Name der Stadt wird im Film nicht genannt. Als Drehort hierfür diente die mittelhessische Industriestadt Wetzlar, die auch eine guterhaltene Altstadt mit einem Dom samt Pfarrhaus als Kulisse aufbieten konnte.
- Bei den im Film gezeigten rauchenden Industrieanlagen handelt es sich um die Buderuswerke in Wetzlar, die zu dieser Zeit noch eine Hochofenanlage mit drei Hochöfen besaßen. Ähnlich wie im Film waren die Viertel drumherum und die dort wohnenden Menschen tatsächlich vom Ruß und den Abgasen der Schwerindustrie stark betroffen.
- Zu Beginn des Films sieht man die Sprengung einer baufälligen Brücke über die Lahn Anfang der 1970er Jahre. Direkt daneben war bereits eine neue vierspurige Brücke errichtet worden, die Teil des Karl-Kellner-Rings ist, der Hauptverkehrsstraße durch Wetzlar.
- Im Film tritt auch ein Standortkommandant auf. Wetzlar war zu dieser Zeit mit zwei Kasernen einer der größten Standorte der Bundeswehr in Deutschland und die größte Garnisonsstadt Hessens.
- Die Rolle des Fabrikanten spielte Werner Hess, der damalige Intendant des Hessischen Rundfunks.
- Bernhard Kimmel, eine schillernde Persönlichkeit und Freund des Regisseurs, spielte im Film einen Bundeswehr-Deserteur. Kimmel hatte zu dieser Zeit gerade eine neunjährige Haftstrafe wegen bandenmäßigen Einbruchs und Diebstahls abgesessen und sollte wenige Jahre später erneut straffällig werden.
- Die Filmmusik stammt von Xhol Caravan, einer Krautrock-Band aus Wiesbaden, die sich zu dieser Zeit nur noch Xhol nannten und im April 1972 auflösten. In einem Filmausschnitt sind sie bei einer Bandprobe zu sehen.

## Kritiken
Als der Film am 23. März 1972 in einem Münchener Premierenkino uraufgeführt wurde, stieß er bei der Kritik und beim Publikum auf so massive Ablehnung, dass er schon nach wenigen Tagen wieder vom Programm abgesetzt wurde und auch bundesweit nicht mehr ins Kino kam. Nachdem der Film jahrzehntelang in den Archiven verschwand und kaum rezipiert wurde, bezeichnete ihn der Kritiker Hanns-Georg Rodek 2017 als „vergessenes Meisterwerk“, das dringend seinen Platz in der Filmgeschichte suche.

„Das Unheil verbreitet eine Unerträglichkeit, die nichts als das ist, die nichts veranlaßt als ein Gefühlt der Übelkeit. Den Zorn, den dieser Film auf seinen Gegenstand lenken möchte, zieht er sich selber zu. Es ist nicht schwierig, Aggressionen zu erregen. Es ist eine Kunst, sie zu lenken.“

„Fleischmanns entfesselter Bilderbogen, vollgepackt mit lakonischen Details, wirkt überspitzt, manchmal hysterisch, aber erst durch diese Beschwörung des Ungeheuerlichen, die voller Trauer ist, offenbart sich die schleichende Katastrophe als allgemeiner Alltag, der so banal eben nicht ist.“

„Regisseur Peter Fleischmann schoss in seiner bösen Politsatire einige Breitseiten auf damalige gesellschaftliche Missstände ab. Dem Traum von der heilen Welt wird, bewusst überspitzt, ein albtraumhaftes Panorama von Verstörung und Zerstörung entgegengehalten. Überdimensioniert wie unter einem Vergrößerungsglas konzentrieren sich in einem fiktiven Provinzort viele negative Elemente der politischen, ökologischen und sozialen Entwicklungen in der Bundesrepublik.“

„Letztlich ist Das Unheil ein Film über eine kollektive gesellschaftliche Überforderung, ein Film über eine Umbruchszeit, von der keiner weiß, wie man sie bewältigen soll und wohin sie führen wird. Mit anderen Worten: nicht viel anders als heute.“

## Ausstrahlungen und Verfügbarkeit
Am 26. August 1974 wurde der Film erstmals im ZDF gesendet. Eine Kopie der Erstausstrahlung kann vom dortigen Programmservice erworben werden. In dieser Version ist allerdings ein großer Timecode-Balken im oberen Bildbereich zu sehen. Der Film ist bisher nicht auf VHS, DVD oder BD erschienen.
Im Jahr 2015 wurde Das Unheil unter Beteiligung des Regisseurs digital restauriert und letztendlich eine HD-Fassung erstellt. Diese lässt sich z. B. über den Streamingdienst Vimeo anschauen.
Seit seiner Entstehung wurde der Film am Drehort in Wetzlar mehrmals öffentlich gezeigt, z. B. auf den Wetzlarer Kunst- und Kulturtagen 2018.

## Auszeichnungen
Der Film gewann 1972 in Cannes den Prix Luis Buñuel, wobei Regisseur Buñuel die Vorführung vorzeitig verließ.